# Vraignes-en-Vermandois
Vraignes-en-Vermandois är en kommun i departementet Somme i regionen Hauts-de-France i norra Frankrike. Kommunen ligger i kantonen Roisel som tillhör arrondissementet Péronne. År 2022 hade Vraignes-en-Vermandois 132 invånare.

## Befolkningsutveckling
Antalet invånare i kommunen Vraignes-en-Vermandois
| Referens: INSEE |